# Goldscheibe von Moordorf

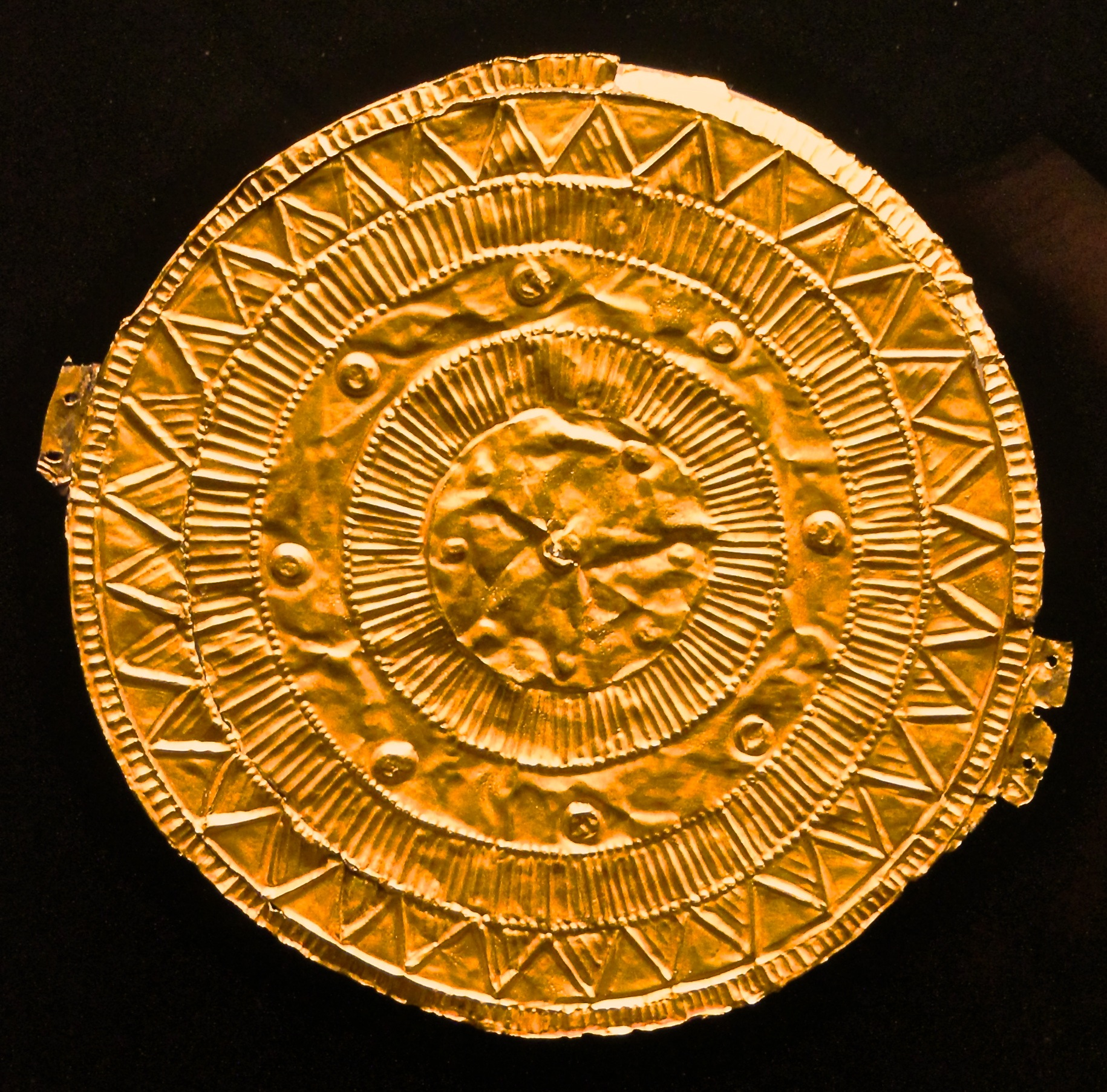
Die Sonnenscheibe von Moordorf

Die Goldscheibe von Moordorf, auch Sonnenscheibe von Moordorf, stammt vermutlich aus der Periode II der Nordischen Bronzezeit (1500–1300 v. Chr.). Sie wurde 1910 im gleichnamigen Ort in Ostfriesland entdeckt. Seit 1926 gehört die Scheibe zum Bestand des Niedersächsischen Landesmuseums in Hannover und gilt als einer der wichtigsten Funde der Bronzezeit in Niedersachsen. 2016 wurden ernsthafte Zweifel an der Echtheit der Goldscheibe bekannt, die seitdem intensiv diskutiert werden.

## Fund- und Ausstellungsgeschichte
Der Moordorfer Vitus Dirks fand die Goldscheibe im März 1910 beim Torfgraben. Er verkannte ihren Wert und gab sie seinen Kindern zum Spielen und stellte sie danach in seinen Stubenschrank. Ein Händler erwarb die Scheibe im Jahre 1919 gemeinsam mit einem antiken Keramikgefäß für drei Mark und verkaufte sie an den Auricher Altmetallhändler David Rück weiter. Als dieser kurz darauf nach Nürnberg zog, nahm er die Scheibe mit. 1920 bot er die Scheibe dem British Museum in London an. Dieses lehnte das Angebot allerdings ab, da der Kaufpreis zu hoch erschien. Kurz darauf kaufte ein Archäologe des Römisch-Germanischen Zentralmuseums Mainz die Scheibe für 450 Mark, nachdem er sie in einem Schaufenster entdeckte. Das Museum überließ sie dann im Jahre 1926 dem Provinzialmuseum Hannover, dem Vorläufer des heutigen Niedersächsischen Landesmuseums Hannover, in dessen Besitz sich die Scheibe bis heute befindet. Kopien der Scheibe sind im Moormuseum Moordorf, im Ostfriesischen Landesmuseum Emden sowie im Historischen Museum Aurich ausgestellt. Insgesamt gibt es mindestens 74 Nachbildungen.
Noch in den 1920er Jahren gelang es über einen Zeitungsaufruf, den Finder und den Fundort herauszufinden. 1927 wurde daraufhin eine Nachuntersuchung an der Fundstelle vorgenommen. Dabei zeigte sich, dass sich unter dem jetzt abgetorften Gelände vermutlich ein 75 Zentimeter hoher Hügel befunden hatte. Im Boden konnten Spuren einer rechteckigen Grube nachgewiesen werden, die 57 Zentimeter breit und 2,3 Meter lang war. Die Scheibe könnte somit aus einem Grab stammen, möglicherweise wurde sie aber auch bewusst als Opfergabe deponiert. Im Ergebnis der Nachforschungen des Niedersächsischen Landesmuseums gehörte die Scheibe wahrscheinlich zu einer Bestattung einer herausgehobenen Persönlichkeiten mit priesterlichen Funktionen in einem Grabhügel.
Das Ostfriesische Landesmuseum Emden stellte sie im 1. Halbjahr 2013 im Rahmen der deutsch-niederländischen Archäologieausstellung „Land der Entdeckungen – Archäologie des friesischen Küstenraums“ erstmals in Ostfriesland aus.

## Aufbau
Die Scheibe hat einen Durchmesser von 14,5 Zentimetern, eine Materialstärke von 0,14 Millimetern und ein Gewicht von 36,17 Gramm. Sie besteht aus Gold, das mit 0,1 Prozent Silber und 0,03 Prozent Blei versetzt ist. In der Zusammensetzung des verwendeten Goldes fällt sie aus sämtlichen für Mitteleuropa verwendeten Materialgruppen heraus. Sie wurde aus geläutertem, also gereinigtem Gold gefertigt. Mit dem Forschungsstand von 1982 wurde vermutet, dass das Gold aus dem östlichen Mittelmeerraum stammt.
Das sehr dünne Blech wurde zunächst aus einem kleinen Stück Gold getrieben. Die Verzierungen der Schauseite sind jedoch nicht durch Auflage auf eine verzierte Bronzescheibe entstanden, also über eine Vorlage geformt, sondern von hinten in die Scheibe getrieben worden. Über 1000 Striche und Punkte wurden so mit Punzen einzeln eingeschlagen. Diese Herstellungstechnik war in der Region während der Periode II der Nordischen Bronzezeit fremd.
In der Mitte besaß die Scheibe ursprünglich eine flache Wölbung, die heute eingedrückt ist. An ihrem Rand befinden sich acht kleine nagelkopfartige Vorwölbungen. Es folgen nach außen ein aus Radialstrahlen gebildeter Kreis, ein Kreis von abermals acht kleinen Buckeln, ein weiterer Strahlenkreis und schließlich ein Kreis, der mit 32 schraffierten Dreiecken gefüllt ist. Die Scheibe hat außerdem zwei Laschen, die aus dem ursprünglich größeren Goldblech herausgeschnitten wurden. Über die genaue Verwendung der Scheibe gibt es keine gesicherten Erkenntnisse. Die beiden Laschen lassen vermuten, dass die Scheibe – ähnlich wie beim Sonnenwagen von Trundholm – ursprünglich auf einer Unterlage aufgeheftet war. Es besteht die Auffassung, dass es sich um ein Symbol der Sonne handelt.

## Interpretation

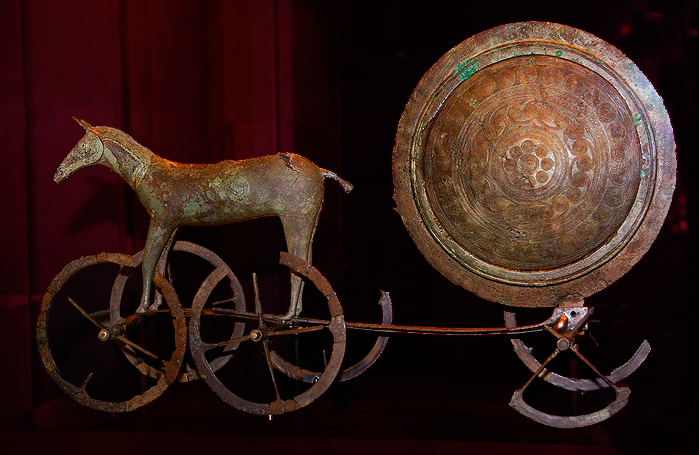
Unvergoldete „Rückseite“ des Sonnenwagens

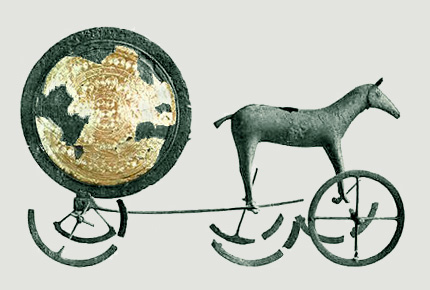
Sonnenwagen von Trundholm

Aufgrund der Fundumstände ist eine Deutung der Scheibe schwierig. Eine mögliche Erklärung liefert der Sonnenwagen von Trundholm. Dessen Goldscheibe ist auf einer bronzenen Scheibe angebracht, die von einem Pferd gezogen wird. Dies interpretiert Flemming Kaul vom Dänischen Nationalmuseum Kopenhagen als abstrahierte Darstellung der mythischen Sonnenfahrt. Die mit Gold bespannte Seite der Scheibe symbolisierte demnach wahrscheinlich den Tag, während die dunkel belassenen Seite für die „Nachtseite“ steht. Vermutlich wurden solche Wagen auf Prozessionen mitgeführt.
In den Mythen der älteren Bronzezeit zog wahrscheinlich ein Pferd die Sonne über das Firmament. Sie war in der Weltanschauung des Nordens die Erzeugerin des Lichts, der Wärme und des Lebens, der Fruchtbarkeit, und vor allem auch die Reglerin und Teilerin der Zeit. Ihr Jahreslauf wurde von Festen begleitet.
Die meisten bisher entdeckten Scheiben stammen aus Westeuropa, insbesondere aus Irland (Goldscheibe von Lattoon, County Cavan). Sie belegen die kulturellen Verbindungen Ostfrieslands in der Bronzezeit. Zudem gibt die Scheibe Auskunft über Ästhetik, Kunstschaffen, Metallverarbeitungstechniken und Religion in dieser Periode.

## Zweifel an der Echtheit
Besonders ab 2013 wurde die Echtheit der Goldfunde von der bronzezeitlichen Befestigung bei Bernstorf in Bayern in Zweifel gezogen, vor allem da die für bronzezeitliche Verhältnisse ungewöhnliche Reinheit des Goldes Verdacht erweckte. Kurz darauf wurde daraus resultierend auch die Echtheit der Moordorfer Goldscheibe kritisch geprüft, da es sich einerseits bei ihr um das stilistisch ähnlichste bekannte Stück handelt und andererseits das verwendete Gold eine ähnlich atypisch hohe Reinheit aufweist wie das von Bernstorf. Das Niedersächsische Landesamt für Denkmalpflege und das Niedersächsische Landesmuseum veranstalteten im Februar 2016 in Hannover eine Fachtagung zur Goldscheibe von Moordorf. Dabei legten Fachleute verschiedener Disziplinen ihre Untersuchungsergebnisse dar und diskutierten über die mit dem Fundstück verbundenen Widersprüche. Der hohe Feingehalt der Scheibe von rund 99,8 % Gold, der bei antiken Goldfunden fast nie vorkommt, war bereits früh bekannt und wurde durch eine Spektralanalyse in den 1970er Jahren belegt.

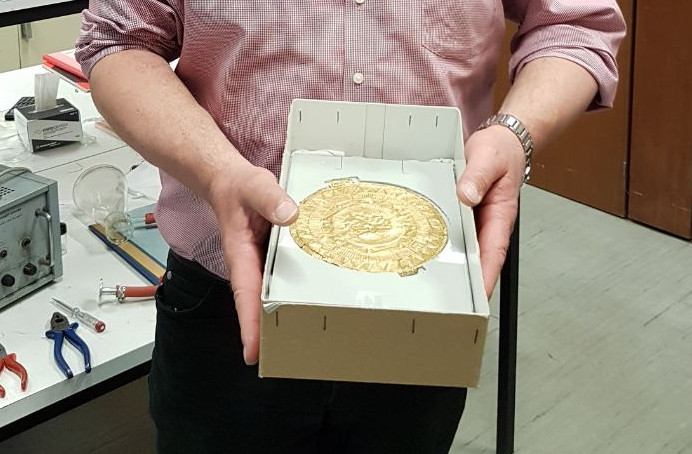
Die Goldscheibe von Moordorf vor Laboruntersuchungen im Mai 2017

Erneute Untersuchungen des Archäometrikers Ernst Pernicka vom Curt-Engelhorn-Zentrum Archäometrie Mannheim und des Chemikers Robert Lehmann vom Arbeitskreis Archäometrie der Leibniz Universität Hannover bestätigten den hohen Goldgehalt. Robert Lehmann nahm massenspektrometrische Untersuchungen mittels Laserablation zum Spurenelemente-Fingerabdruck und den Isotopenverhältnissen des Materials vor. Seiner Einschätzung nach besteht die Scheibe aus Gold des 20. Jahrhunderts; das Material sei atypisch für historisches Gold. Ernst Pernicka sieht eine Wahrscheinlichkeit von 70 % dafür, dass die Scheibe aus einer neuzeitlichen Goldlegierung besteht. Einige Archäologen halten auf Basis ihrer Untersuchungen die Goldscheibe dagegen für authentisch und ihr bronzezeitliches Alter für sehr wahrscheinlich. Für eine Arbeit aus der Bronzezeit sprechen die spezifischen Herstellungs- und Lagerungsspuren an der Goldscheibe. Die Verzierung zeige eine bronzezeitliche Stilistik und stimme mit bekannten bronzezeitlichen Goldfunden überein.

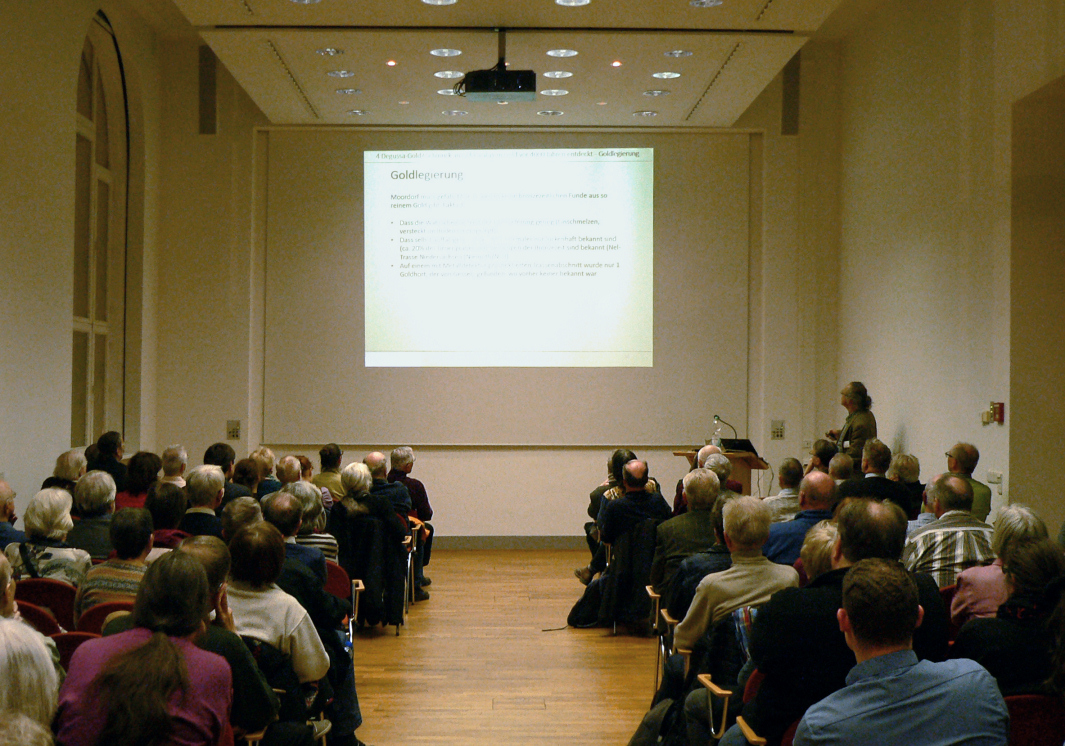
Vortrag zur Goldscheibe von Moordorf im Niedersächsischen Landesmuseum Hannover, 2017

Nach der Tagung Anfang 2016 wurde die Echtheit der Goldscheibe weiter diskutiert und es kam zu weiteren wissenschaftlichen Untersuchungen. Im August 2016 nahmen Wissenschaftler aus Aurich und Hannover Bodenproben an der Moorkante nahe dem Moormuseum Moordorf, um sie mit Anhaftungen an der Goldscheibe zu vergleichen. Archäologen des Niedersächsischen Landesmuseums in Hannover untersuchen auch die schwarzen Ablagerungen und Sandkörner an dem Metallstück.
Laut Berichten der Ostfriesen-Zeitung und der Emder Zeitung vom Oktober 2016 tauchten auf einem Antiquitätenmarkt historische Goldscheiben aus Graz auf, die in vielen Details der Goldscheibe von Moordorf ähneln. Dies wird von Fachleuten als Anzeichen dafür gesehen, dass die Moordorfer Scheibe aus der Bronzezeit stammt, weil ein Fälscher die erst jetzt bekannt gewordenen Goldscheiben nicht gekannt und als Vorlage benutzt haben konnte. Allerdings fehlt bei den Scheiben eine nähere Fundortangabe. Sie stammen aus einer süddeutschen Privatsammlung. Ein Kunsthändler fand diese Anfang der 1970er Jahre auf dem Grazer Kunstmarkt. Naturwissenschaftliche Analysen sprechen zudem gegen eine Echtheit der Grazer Goldscheiben.